# 释湛如
释湛如（1968年—），男，汉族，中华人民共和国佛教人物，第十一届、十二届、十三届全国政协委员，北京大学外国语学院教授、北京大学东方学研究院副院长，北京大学佛教典籍与艺术研究中心主任，中国佛教协会副会长。
中国佛教协会教育委员会主任。

## 生平
2008年，当选第十一届全国政协委员，代表宗教界，分入第五十一组。并担任民族和宗教委员会专委。随后担任第十二届全国政协委员。2018年1月，当选第十三届全国政协委员。